# 静御前 (映画)
『静御前』（しずかごぜん）は、1938年1月14日に公開された新興キネマ京都撮影所制作の時代劇映画。　

## スタッフ
- 総指揮:白井信太郎
- 監督:野淵昶
- 脚本:八尋不二
- 撮影:三木稔
- 音楽:深井史郎
- 和楽:望月太明吉
- 衣裳考証:倉満南北
- 振付:楳茂都泰水

## 配役
- 静御前:山田五十鈴
- 源義経:大友柳太郎
- 義経の忠臣佐藤忠信:尾上栄五郎
- 佐藤嗣信:松本田三郎
- 伊勢三郎:南部章三
- 武蔵坊弁慶:田村邦男
- 梶原景時:原聖四郎
- 北條時政:岩田祐吉
- 北條義時:舟波邦之介
- 千手の前:歌川絹枝
- 北條政子:歌川八重子
- 若菜:毛利峰子
- 源頼朝:浅香新八郎
- 平重衡:実川延三郎
- 源範頼:小林十九二
- 畠山重忠:松本泰輔
- 悪七兵衛景清:芝田新
- 片桐八郎:千代田勝太郎
- 義経の従者佐喜太:川崎猛夫
- 田楽法師:小泉嘉輔
- 足立新三郎:光岡竜三郎
- 大納言時忠の娘:森光子
- 唐橋大納言の娘:甲斐世津子
- 鳥飼中納言の娘:国友和歌子
- 磯の前:梅村蓉子
- 駿河二郎:水野浩
- 飯沼七郎:市川海老三郎
- 堀藤次:森田肇
- 雅子:日高松子
- 堀の妻室咲:三保敦美

## 補足
本作で義経を演じた大友柳太郎は、1962年の『源九郎義経』では頼朝を演じている。義経と頼朝が登場する作品は他にもあるが、映像作品において両方の役を演じたのは今のところ大友のみである。